# جایزه بزرگ آلمان ۱۹۶۷
جایزه بزرگ آلمان ۱۹۶۷ (انگلیسی: ‎1967 German Grand Prix‎) یک مسابقهٔ موتوری در رشتهٔ اتومبیل‌رانی فرمول یک بود که در تاریخ ۶ اوت ۱۹۶۷ در نوربورگ‌رینگ واقع در نوربورگ، آلمان برگزار شد. این گراند پری در میان ۱۱ گراند پری در فصل ۱۹۶۷، مسابقهٔ شمارهٔ ۷ بود.
در این مسابقه که در ۱۵ دور و به مسافت ۳۴۲٫۵۲۵ کیلومتر (۲۱۲٫۸۳۵ مایل) برگزار شد، پول پوزیشن توسط جیم کلارک کسب شد و سریع‌ترین زمان برای طی یک دور پیست که برابر با ۸:۱۵٫۱ بود نیز توسط دن گرنی به ثبت رسید.
دنی هیولم از تیم برابام-رپکو، جک برابام از تیم برابام-رپکو و کریس ایمون از تیم فراری به‌ترتیب مقام‌های اول تا سوم مسابقه را کسب کردند.

## رده‌بندی قهرمانی پس از مسابقه
|       | جایگاه | راننده       | امتیاز |
| ----- | ------ | ------------ | ------ |
|       | ۱      | دنی هیولم    | ۳۷     |
| ۱     | ۲      | جک برابام    | ۲۵     |
| ۱     | ۳      | جیم کلارک    | ۱۹     |
|       | ۴      | کریس ایمون   | ۱۹     |
|       | ۵      | پدرو رودریگز | ۱۴     |
| منبع: |        |              |        |

|       | جایگاه | سازنده       | امتیاز |
| ----- | ------ | ------------ | ------ |
|       | ۱      | برابام-رپکو  | ۴۲     |
| ۱     | ۲      | کوپر-مازراتی | ۲۱     |
| ۱     | ۳      | لوتوس-فورد   | ۱۹     |
|       | ۴      | فراری        | ۱۹     |
|       | ۵      | بی‌آرام       | ۱۱     |
| منبع: |        |              |        |

یادداشت
- تنها پنج جایگاه نخست از هر رده‌بندی نمایش داده شده‌است.